# Ґерард ле Гекс
Ґерард ле Гекс (нід. Gerard le Heux, 7 травня 1885 — 8 червня 1973) — нідерландський вершник.
Бронзовий призер Олімпійських Ігор 1928 року в командній виїздці.